# Poudouvre
Le Poudouvre est un pays traditionnel du nord-est de la Haute-Bretagne, correspondant initialement au pagus Daoudour (Poudouvre), compris entre l'Arguenon et la Rance, qui était un pagus, c'est-à-dire une subdivision administrative de la Domnonée. Ce fut par la suite une vicomté ainsi qu'un archidiaconé de l'évêché de Saint-Malo. Ses capitales furent Dinan et La Bellière (en La Vicomté-sur-Rance dans les Côtes-d'Armor).

## Toponymie
Le nom de Poudouvre est attesté sous les formes Poodoria en 1184, Podourie en 1231, Poudouvrie en 1238, Podovre en 1242, Poudoure en 1256, Poudouvre en 1280.
Le nom de Poudouvre vient du breton Daoudour et signifie « pays entre deux eaux », c'est-à-dire entre deux rivières. On y parle aujourd'hui français et gallo, le breton ayant cessé d'y être employé durant le Moyen-Âge central.
Paeï d'Poudouv en gallo et Daoudour en breton[réf. nécessaire].

## Histoire
D'après l'hagiographie bretonne, saint Tudual (Ve siècle), selon sa vie probablement écrite avant le XIIe siècle, aurait reçu des donations à l'intérieur de l'alius pagus Daudur (l'autre pays des deux rivières), l'un des pagi de la Domnonée, qu'Arthur de la Borderie identifie au Poudouvre. La vie de Saint-Jacut, écrite au XIIe siècle dénomme cette région Aquarum (le pays des eaux), et la situe entre la Rance (Rinctio) et l'Arguenon (Arganona).
L’archidiaconé de Poudouvre, autrement appelé archidiaconé de Dinan, était une subdivision de l'évêché de Saint-Malo avec le Porhoët et le Clos Poulet. Il correspondait à l'ancien pagus Daoudour.
Le premier vicomte du Poudouvre fut Briend, Brient, ou Briant, Brientus (nom dont serait dérivé les Bréhant, Pontbriand, Châteaubriant). Son fils Geoffroy Baluçon fut le père d'un autre Alain. Ils s'éteignirent en ligne masculine et Muliel, femme de Geoffroy II seigneur de Dinan l'apporta à la famille de Dinan. Roland de Dinan donna la vicomté à son second fils Raoul, ancêtre de la famille de La Bellière. Après 1256, la vicomté fut absorbée par le Penthièvre et passa aux ducs de Bretagne.
Le château de La Bellière fut le chef-lieu de la vicomté et le château donnera son nom à la commune en 1877.
La « capitale » du Poudouvre est Dinan mais selon certains auteurs, le siège du fief était fixé à Dinard dans les premiers temps.

## Géographie
Le Poudouvre s'inscrit entre l'Arguenon, la Rance et la Manche.
À l'ouest, l'Arguenon sépare le Poudouvre du Penthièvre ainsi que l'Évêché de Saint-Malo de celui de Saint-Brieuc). À l'est, la Rance sépare le Poudouvre du Clos Poulet (Saint-Malo). Le Poudouvre se situe à cheval entre les départements actuels d'Ille-et-Vilaine et des Côtes-d'Armor

## Communes actuelles correspondant au territoire de Poudouvre
| - Aucaleuc - Bobital - Bourseul - Broons - Brusvily - Calorguen - Caulnes - Corseul - Créhen - Dinan - Dinard - Eréac - Guenroc - Guitté - La Chapelle-Blanche - La Landec - La Richardais - La Vicomté-sur-Rance - Lancieux - Landujan - Langrolay-sur-Rance | - Langourla - Languédias - Languenan - Lanrelas - Lanvallay - Le Crouais - Le Hinglé - Le Minihic-sur-Rance - Le Quiou - Léhon - Médréac - Mégrit - Mérillac - Plancoët - Plélan-le-Petit - Pleslin-Trigavou - Plessix-Balisson - Pleurtuit - Plorec-sur-Arguenon - Plouasne - Ploubalay | - Plouër-sur-Rance - Plumaudan - Plumaugat - Quédillac - Quévert - Rouillac - Saint-André -des-Eaux - Saint-Briac-sur-Mer - Saint-Carné - Saint-Jacut-de-la-Mer - Saint-Jouan-de-l'Isle - Saint-Juvat - Saint-Lunaire - Saint-Maden - Saint-Maudez - Saint-Méen-le-Grand - Saint-Méloir-des-Bois - Saint-M'Hervon - Saint-Michel-de-Plélan - Saint-Onen-la-Chapelle - Saint-Pern | - Saint-Samson-sur-Rance - Sévignac - Taden - Trébédan - Trédias - Tréfumel - Trégon - Trélivan - Tréméreuc - Trémeur - Trévron - Vildé-Guingalan - Yvignac-la-Tour |  |